# 孔瑛
孔瑛（1945年—），湖北武穴人，中国人民解放军将领、中国人民解放军中将。 
1995年任南疆军区政治委员，1997年任第21集团军政委，2002年任陕西省军区政委，2003任兰州军区政治部主任，2006年任兰州军区副政委，2008年退役。 
1994年授予中国人民解放军少将军衔，2003年授予中国人民解放军中将军衔。
2008年，当选第十一届全国政协委员，代表特别邀请人士，分入第五十六组。